# 月光長良號列車
月光長良（日语： Moonlight Nagara */?）號列車是由東日本旅客鐵道（JR東日本）和東海旅客鐵道（JR東海）運行於東京站至大垣站之間的臨時夜行快速列車。在2009年（平成21年）3月14日以前為臨時列車。
本條目同時記述東海道本線的夜行普通列車變化。

## 概要
在1996年（平成8年）3月16日實施時間表修正之際，開設了「月光長良」列車，以取代行走於東京站至大垣站之間，通稱為「大垣夜行」的班次。
在1889年（明治22年）7月，東海道本線新橋站至神戶站之間開業時，在該區間開設了1個往返班次的夜行列車，當時的列車沒有夜行班次的意念。由於列車的速度較慢，因此列車行走整條東海道本線，必須經過經過晚間時段。
後來，開始有許多普通列車走破整條東海道本線。在太平洋戰爭後，隨著東海道本線電氣化，普通列車也開始改用電動列車行走。同時運輸系統分割下，開始減少長距離列車班次。在東海道新幹線啟用後的1968年（昭和43年），只剩下1往返班次。
在最後剩餘1往返班次的夜行普通列車，同時為東海道本線東京站到發中，唯一使用客車行走的普通列車。在合理化的情況下，於1968年10月時間表修正中決定廢除剩下的一個往返班次。後來，日本國有鐵道（國鐵）總部收到許多反對書，表示反對取消上述班次。後來，當時國鐵總裁石田禮助決定，把該班次改為使用急行形電動列車，行走區間縮短至東京站至大垣站之間，後來該列車被名為「大垣夜行」。
後來其他夜行定期普通列車相繼取消。隨著1987年國鐵分割民營化，在JR接管後由東日本旅客鐵道（JR東日本）和東海旅客鐵道（JR東海）承繼（車輛方面來自JR東海），成為唯一夜行定期普通列車。在1996年（平成8年）3月16日時間表修正後，該班次改用373系電動列車行走，全車為指定席（部分區間為自由席，後述），並且升級為快速列車，名為「月光長良」。
在JR接管後，主要在「青春18車票」季節為中心，額外增加了「臨時大垣夜行」和「月光長良91號、92號」等列車班次。
在2002年（平成14年），隨著日本巴士的限制放寬，收費平宜的高速巴士服務開始服務，使快速列車使用人次減少。在2009年（平成21年）3月14日起取消定期班次，只於青春18車票時期、暑假和寒假才開設臨時列車，使用的車輛也有所改變。在2013年（平成25年）8月前，列車使用由JR東日本擁有的183系、189系（所有車廂都是普通車廂，8M2T編成）。後來改用來自大宮綜合車輛中心的185系，乘務員來自沼津運輸區、富士運輸區、靜岡車輛區、濱松運輸區、大垣車輛區和名古屋地區。在2013年（平成25年）12月起，改用由JR東日本擁有的185系電動列車（全部車廂為普通車廂，4輛 + 6輛編成）。當中乘客不可往來4號車廂和5號車廂。
在大垣站，「月光長良」的到達月台與轉乘前往大垣以西方向的列車出發月台相異。因此在青春18車票有效期間，當「月光長良」到達時，許多轉乘客會為了可取得前往米原方向的列車座位而奔跑（通稱「大垣短跑」（大垣Dash））。因此，為了避免乘客奔跑而相撞，於檢票口前與樓梯處設有「危險 請不要跑」的告示。但是大部分乘客沒有理會，這是由於轉乘的列車只有4卡編成，加上轉乘時間只有3分鐘。但是在2016年（平成28年）3月時間表修正後，轉乘前往米原的列車延長至8卡編成。在2019年（平成31年）3月起，大垣站到達的時間從5時50分提早至5時45分，轉乘時間比較充足。
2018年12月月光信州事實上廢除後，成為唯一「月光」夜行列車。
在2020年夏季和冬季受到新冠肺炎疫情的影響而沒有開行。同年的3月29日，從大垣出發的上行列車成為該列車事實上的最後班次。
2021年1月22日，JR東日本與JR東海發佈新聞稿，表示因高速巴士的競爭，加上疫情的夾擊下，乘客的出行方式改變，列車的使命逐漸式微，且車輛老化等諸多因素，而決定停駛月光長良號。行走24年的「月光長良」（若包含「大垣夜行」則為52年）到此終止，「月光」系統的夜行列車班次，無論是已公佈廢止，或是未公佈廢止但沒有再開行者，全部走入歷史。

### 愛稱的由來

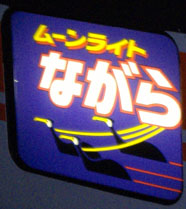
圖像化的鵜飼的列車頭牌（373系）

名稱中的「長良」是取自東海道本線西岐阜站至穗積站之間（岐阜縣）途經的「長良川」。由於在升級為快速列車當時，JR各公司的夜行快速列車名稱已經冠上「月光」。在行走於新宿站至村上站之間的夜行快速列車「月光」改名為「月光越後」後。373系電動列車的車頭圖案中，有一個已圖像化的長良川名物「鸕鶿捕魚」。另外，部分車輛的車頭圖案只展示「快速」或「臨時快速」。
在過去1968年（昭和43年）9月前也有臨時準急列車，行走於東京站至大垣站之間，列車名稱為「長良」。在1996年（平成8年）3月前，行走於名古屋站至大垣站之間的列車名稱為「Home Liner長良」，現時改名為「Home Liner大垣」。

## 運行概況

### 2009年3月14日後
「月光長良」只於旅客流動量較多的區間行走。只需要車票和指定席券便可乘坐該快速列車。因此即使為臨時列車，由於車票比較平宜，成為了受歡迎的移動手段。在2009年（平成21年）3月14日成為臨時列車後，主要在春假、暑假、年尾年初和青春18車票使用期間中營運。但是每年的行走日數有減少的傾向，詳盡參見下表。在春季營運期間，由當初2009年（平成21年）的約4個星期，減至2011年（平成23年）的約2個星期。在2012年（平成24年）起再減少只營運1個星期。夏季營運期間，於2019年（令和元年）7月沒有班次，在8月只營運17日。在冬季營運期間，2020年（令和2年）年初沒有行走，只於2019年年尾行走。
指定席車票開始發售時間是「在乘車當天中，列車出發車站當天的1個月前之早上10時」。因此如果購買該列車在翌日凌晨出發的車站之指定席票，會有機會錯誤地購買列車出發日的車票，而即使在當日早上10時購買也可能售罄。在近年，網上拍賣網站出現了指定席票轉售行為，也設有1人購買2個座位（A、B席，或C、D席）的行為。退回車票的手續費為340日圓（截至2020年），指定席票為530日圓（一般情況。截至2020年）。由於退回的金額較少，加上手續比較麻煩，因此可以看見列車的指定席票已經售罄，但是車內仍然有空位的狀況。
基本上在2009年3月13日前，行走於東京站至大垣站之間的「月光長良」之列車編號為91號和92號。豐橋站只有上行列車停靠，小田原站只有下行列車停靠。所有班次和區間之車廂都是指定席。
在成為臨時列車當初，春秋季長假期，以及秋之任乘通票使用期限（10月14日（鐵路日）前後兩星期）均不會行走。

#### 運行日期的變化（以東京出發的下行列車為標準）
| 年   | 春 | 春              | 夏 | 夏              | 冬 | 冬                |
| ---- | -- | --------------- | -- | --------------- | -- | ----------------- |
| 2009 | 27 | 3月14日-4月9日  | 53 | 7月19日-9月9日  | 38 | 12月11日-1月17日  |
| 2010 | 29 | 3月12日-4月9日  | 47 | 7月20日-9月4日  | 24 | 12月17日-1月9日   |
| 2011 | 16 | 3月18日-4月2日  | 44 | 7月22日-9月3日  | 18 | 12月22日-1月8日   |
| 2012 | 9  | 3月23日-3月31日 | 37 | 7月27日-9月1日  | 16 | 12月21日-1月5日   |
| 2013 | 9  | 3月22日-3月30日 | 30 | 7月26日-8月24日 | 16 | 12月20日-1月4日   |
| 2014 | 10 | 3月20日-3月29日 | 30 | 7月25日-8月23日 | 13 | 12月22日-1月3日   |
| 2015 | 9  | 3月20日-3月28日 | 30 | 7月24日-8月22日 | 12 | 12月22日-1月2日   |
| 2016 | 9  | 3月18日-3月26日 | 30 | 7月22日-8月20日 | 12 | 12月22日-1月2日   |
| 2017 | 9  | 3月17日-3月25日 | 30 | 7月21日-8月19日 | 12 | 12月22日-1月2日   |
| 2018 | 9  | 3月16日-3月24日 | 23 | 7月27日-8月18日 | 13 | 12月21日-1月2日   |
| 2019 | 9  | 3月15日-3月23日 | 17 | 8月1日-8月17日  | 11 | 12月20日-12月30日 |
| 2020 | 9  | 3月20日-3月28日 | 0  | 沒有班次        | 0  | 沒有班次          |

#### 停車站
東京站 - 品川站 - 橫濱站 - （小田原站） - 沼津站 - 靜岡站 - 濱松站 - 〔豐橋站〕 - 名古屋站 - 岐阜站 - 大垣站
- （　）為只有下行列車停靠，〔　〕為只有上行列車停靠。該兩站是跨日後首個停車站。
- 除了上述車站外，列車會停靠下站車站作運輸停車以交接乘務員，上下行列車停靠熱海站，下行列車停靠豐橋站、笠寺站，上行列車停靠富士站、國府津站。
- 列車會通過一些主要車站，例如川崎站和安城站等。
- 截至臨時列車化後的2009年（平成21年）3月14日，下行列車於東京站出發的時間，與定期列車的出發時間也是晚上11時10分。大垣站的到達時間中，與修正前的「月光長良」91號都是早上5時55分（修正前的定期列車早約1小時），而停車站方面，91號停靠的車站較少。上行列車到達東京站的時間，與修正前定期列車的時間都是早上5時05分。大垣站出發時間中，比修正前的「月光長良」92號早，於晚上10時48分出發，雖然停靠車站數目較少，但是所需時間較長。

#### 使用車輛、編成
在2013年（平成25年）冬季至列車廢除前，均使用JR東日本大宮綜合車輛中心所屬的185系，以10卡編成。該列車在國鐵時代的1981年（昭和56年）製造，於同年3月開始使用，該款特急形車輛在2021年3月時間表修正中正式退役。所有車輛都是連結普通車廂，沒有連結綠色車廂。列車以6卡編成的B編成和4卡編成的C編成組合而成，兩編成之間沒有通道連接，因此乘客不能來往4號和5號車廂。由於為夜行列車，因此部分區間會把車內照光變暗或關閉。
在臨時列車化至2013年（平成25年）夏季前，列車主要使用JR東日本大宮綜合車輛中心所屬的183、189系，以10卡編成（前田町車輛中心 H101、H102）。

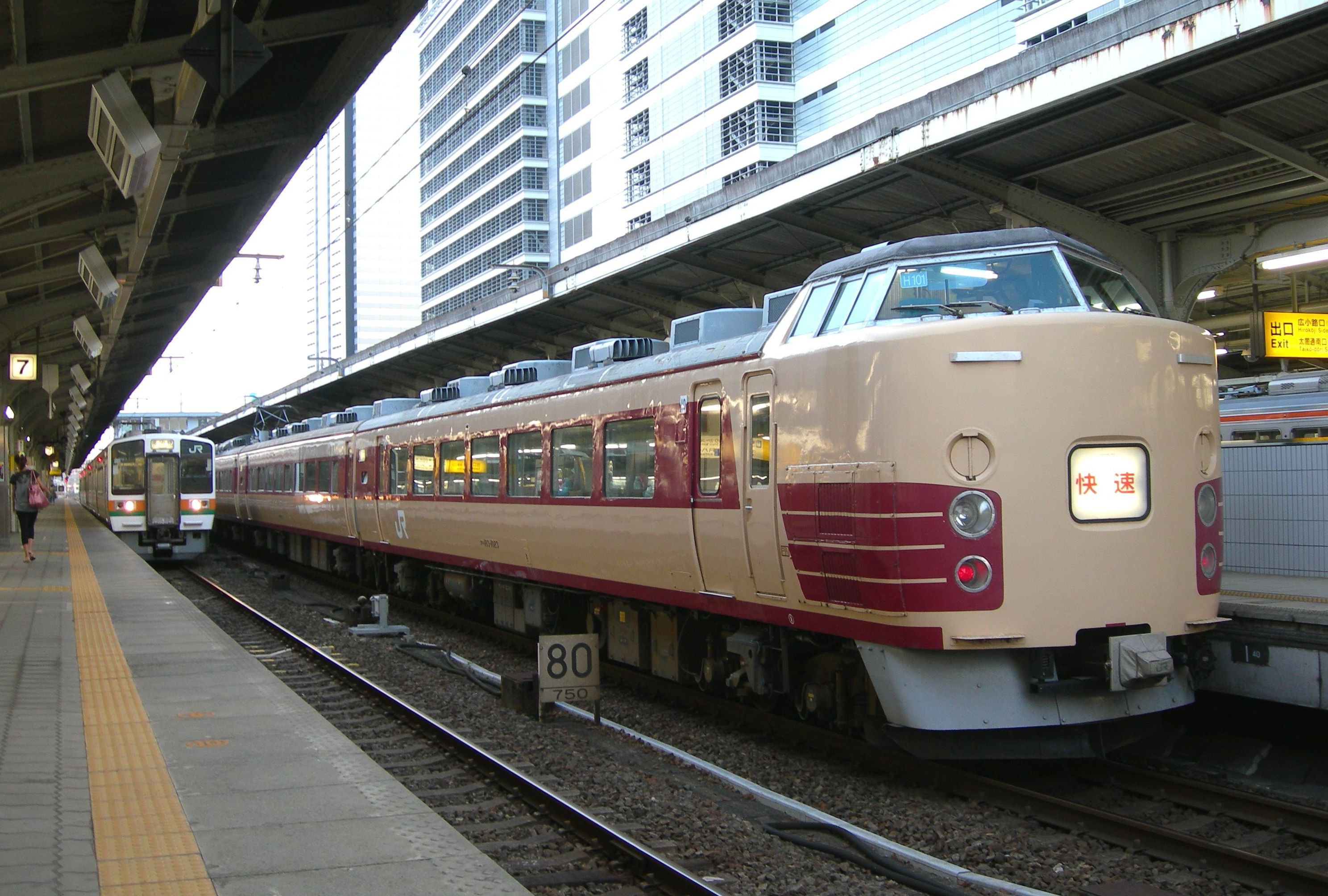
在2013年夏季前使用的183、189系（2010年6月 名古屋站）
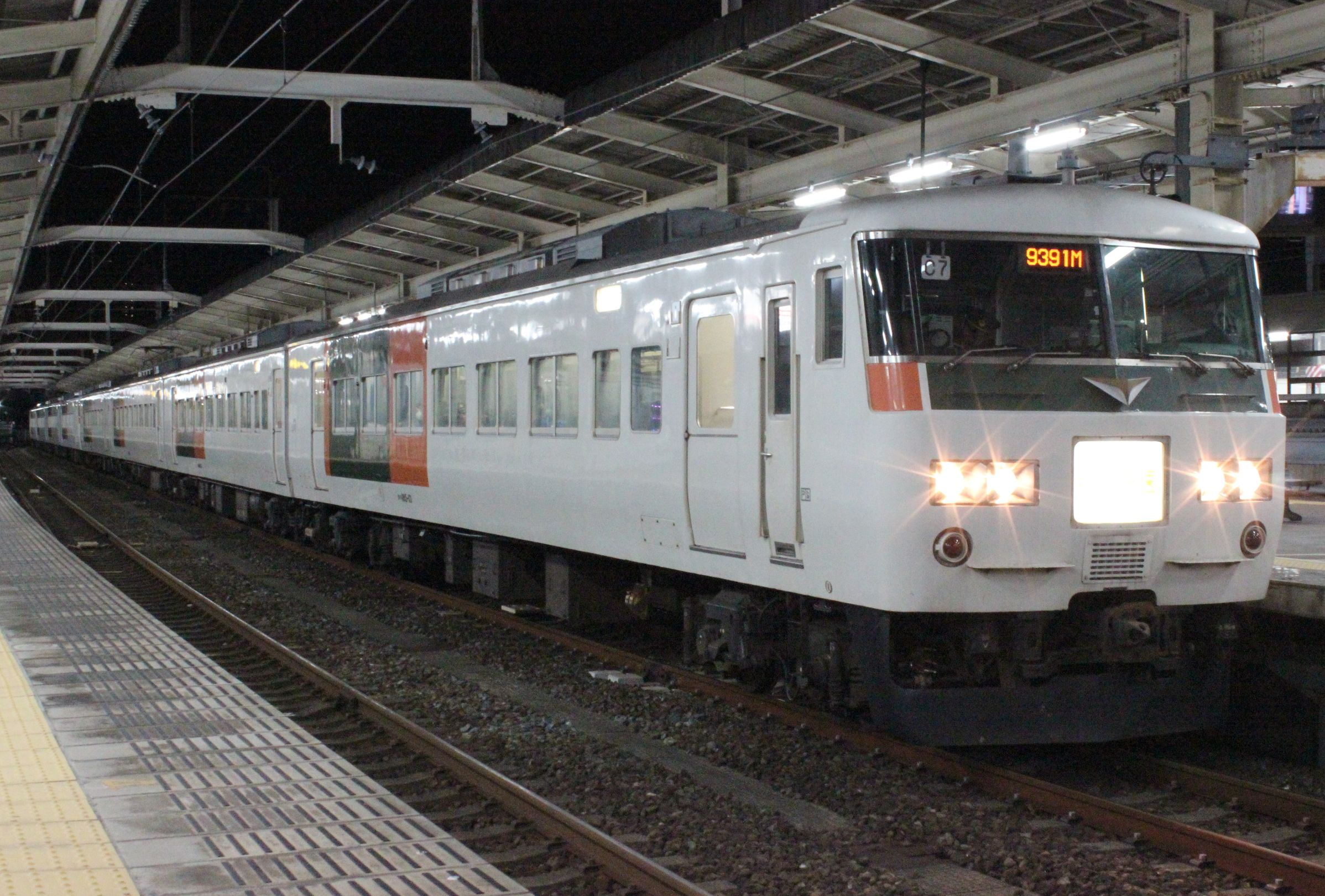
在臨時列車化起使用的185系（2013年12月 濱松站）

## 定期運行時期的概況

### 1996年3月修正至2007年3月修正前

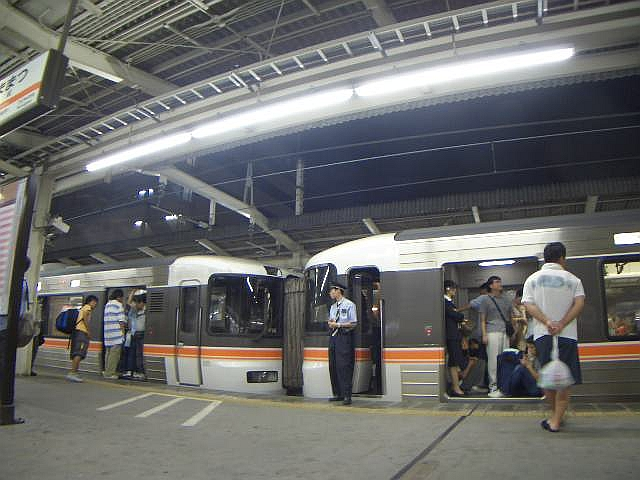
在未有自由席時代的情況（濱松站）。

在列車編號中，上行東京方向是390M，下行大垣方向是391M。另外，列車到達東京站後的上行列車會行走前往靜岡站的下行普通，隨後才返回靜岡車両區。相反，從東京站出發的下行列車會先從靜岡站出發，行走前往東京站的上行普通列車。
在非青春18車票使用時期，商人或乘坐尾班東海道新幹線的乘客多會在名古屋站轉乘「月光長良號」列車。主要在星期五至日之下行班次時常滿座。
但是在2000年代中旬後，隨著放寬運輸行政限制、平價旅遊巴士的抬頭（後來經過法律改正後與高速巴士整合，旅遊巴士被消滅），加上飛機航班與新幹線開始有早上特價優惠，平價商務酒店的出現。使乘坐「月光長良」的商業客有所減少。在非青春18車票時期的客量有減少的傾向。
在下行列車中，小田原站起部分座位為自由席，名古屋站為全車自由席。在上行列車中，熱海站起部分座位為自由席。因此，當購入「月光長良」的指定席車票時，如果乘客所希望乘客的區間滿座時，下行乘客可參考購買從小田原出發的指定席車票，上行乘客可考慮購買前往熱海站的指定券車票。另外，當乘客不能取得下行班次之指定票，乘客也可於小田原站乘車，這是由於列車於小田原站起，部分車廂改變為自由席。在小田原站會可看見一些不能取得指定席之乘客排隊候車。但是在青春18車票使用期間，即使在小田原站起，變成自由席的車廂早已滿座，在該站乘車的自由席乘客只能夠於車廂內站立。
除了列車用作讓乘客作遠程輸送外，於運輸區間的兩端，此列車也可作為頭班、尾班列車之用，因此上述的區間變成自由席可方便乘客乘坐。在下行班次中，持有東京站 → 小田原站之間的定期票乘客不可使用此列車，在小田原站轉乘此列車的乘客多為前往三島站、沼津站、富士站和靜岡站的歸家客。於濱松站、豐橋站、岡崎站等上車的乘客多為前往名古屋方向的通勤客，或者是轉乘早上新幹線的乘客，或者是前往中部國際機場的乘客。
在上行班次中，整個區間可讓持有定期票的乘客乘車。使下班客會使用此列車，以取代Home Liner或其他尾班列車，從岐阜站、名古屋站、金山站乘坐至岡崎站、蒲郡站、豐橋站或濱松站之間。此外，由於上行列車是第一班到達東京的列車，因此可便轉乘其他線之首班列車。也方便沼津站、熱海站、小田原站的乘客乘坐上行列車前往羽田機場、成田機場，或者上野站以北的地方。
在2007年（平成19年）3月18日時間表修正的前日（17日），上行定期列車暫停行走，取而代之是安排臨時列車。上行班次為「月光長良」70號，下行班次為「月光長良」71號。使用車輛與定期列車相同。有這個安排是由於列車跨日行走，定期列車會影響翌日的班次而作出特別安排。70號通過富士站、川崎站和新橋站，71號停靠平塚站、國府津站和新設的野田新町站。
當時的停車站如下：
停車站（下行）
東京站 - 品川站 - 橫濱站 - 大船站 - 平塚站 - 國府津站 - 小田原站 - 熱海站 - 三島站 - 沼津站 - 富士站 - 靜岡站 - 濱松站 - 豐橋站 - （在這區間各站停車，除了三河鹽津站和尾頭橋站外） - 大垣站
停車站（上行）
大垣站 - 穗積站 - 岐阜站 - 尾張一宮站 - 名古屋站 - 金山站 - 大府站 - 刈谷站 - 安城站 - 岡崎站 - 蒲郡站 - 豐橋站 - 濱松站 - 靜岡站 - 富士站 - 沼津站 - 熱海站 - 小田原站 - 大船站 - 橫濱站 - 川崎站 - 品川站 - 新橋站 - 東京站

### 2007年3月修正至2009年3月修正前

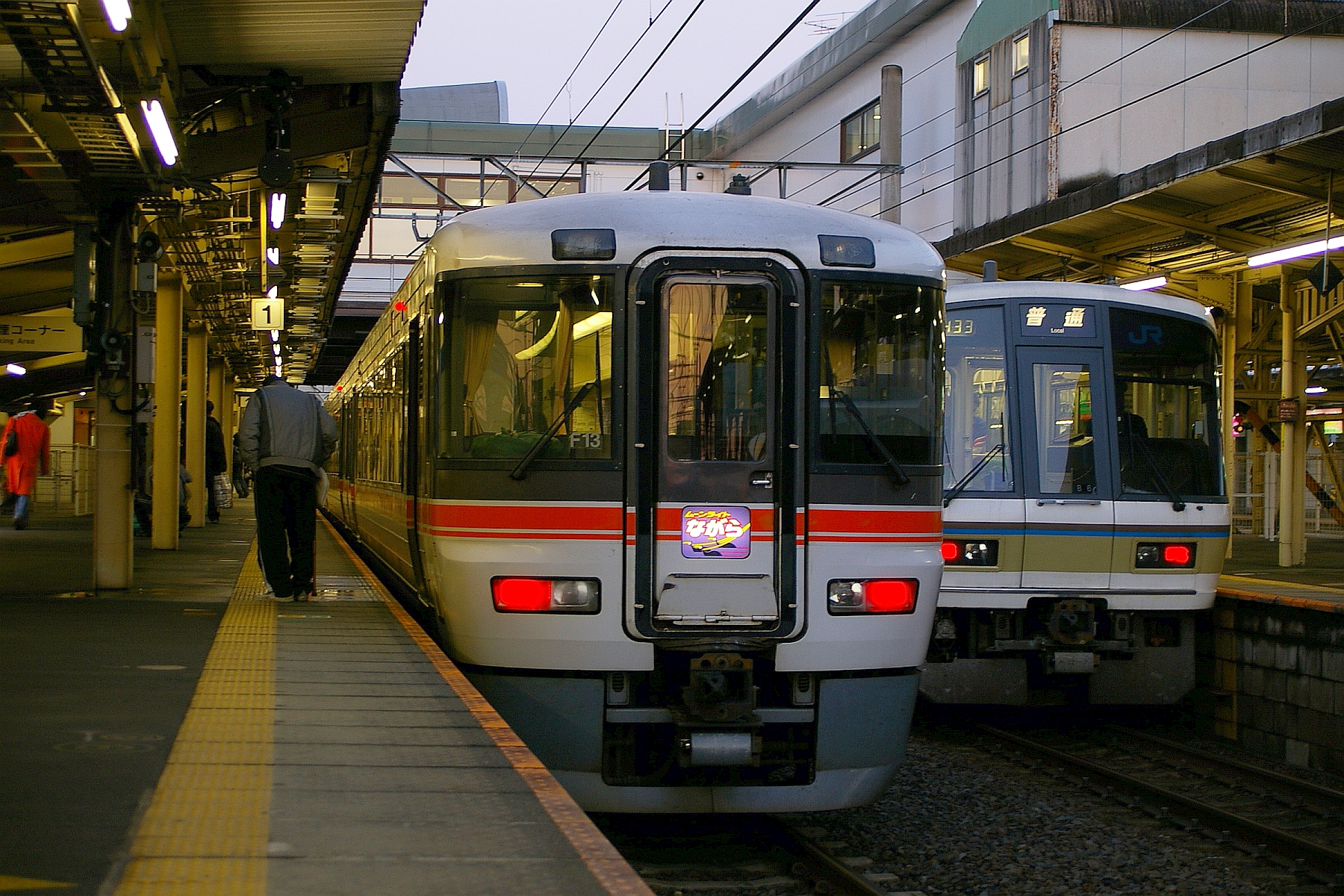
下行終點站大垣站可轉乘普通列車前往大阪方向（左邊，373系）。右邊是JR西日本的JR西日本221系電動列車

在2007年3月18日時間表修正起，9卡編成的全車指定席區間中，下行改為東京站至豐橋站之間（豐橋站至大垣站之間為全車自由席），上行改為整個區間（大垣站 - 東京站之間）。因此在這個時間表修正後，來往首都圈 - 中京圈的乘客必須要有指定券票才可乘坐「月光長良」。同時9卡編成的車輛都是禁煙車廂。
於東京站出發的下行班次出發時間提早33分鐘（由晚上11時43分變為11時10分）。上行的到達時間延遲23分鐘（由早上4時42分變為5時05分）。這個修正影響了於東京轉乘頭班列車。
在定期列車中，下行通過平塚站和國府津站，上行通過富士站、川崎站和新橋站。下行停靠於同日開業的野田新町站。
由於時間表有所變更，跨日後首個車站有所變更，下行列車由橫濱站延遲至小田原站。上行列車提早至大府站。由於在JR東日本區間中沒有自由席，因此定期票乘客不能使用此列車（在JR東海區間中，持有定期票的乘客只需購入指定票便可乘坐）。
在2009年（平成21年）3月13日，東京站、大垣站開出「月光長良號」列車後，再沒有「月光長良號」定期列車行走。但是，當日的下行列車為臨時列車9391M，靜岡站以西的時間有所變更。而岡崎站至大垣站之間會由於先讓普通列車出發而延遲5分鐘出發，另外加停於3月14日啟用的南大高站。
在2007年3月修正後的定期列車停車站如下：
停車站（下行）
東京站 - 品川站 - 橫濱站 - 大船站 - 小田原站 - 熱海站 - 三島站 - 沼津站 - 富士站 - 靜岡站 - 濱松站 - 豐橋站 - （在這區間各站停車，除了三河鹽津站和尾頭橋站外） - 大垣站
停車站（上行）
大垣站 - 穗積站 - 岐阜站 - 尾張一宮站 - 名古屋站 - 金山站 - 大府站 - 刈谷站 - 安城站 - 岡崎站 - 蒲郡站 - 豐橋站 - 濱松站 - 靜岡站 - 沼津站 - 熱海站 - 小田原站 - 大船站 - 橫濱站 - 品川站 - 東京站
- 在定期列車中，下行列車會在熱海站、靜岡站、豐橋站三站，上行列車會在豐橋站、濱松站、熱海站（JR兩間公司的邊界車站）三站進行交班工作。
- 在下行列車中，此列車兼具名古屋都市圈的首班列車的功能，因此除了三河鹽津站和尾頭橋站外各站停車。這是由於三河鹽津站和尾頭橋站的月台只可容納8卡車廂。「月光長良」使用373系9卡編成行走。加上373系沒有選擇性車門操作功能，因此只好通過上述兩站。
- 下行列車的後面3卡車廂（7號至9號車廂）以名古屋作為終點站。到達該站後會與前方車廂分離。分離的車輛會行走從名古屋站於早上6時52分出發的Home Liner豐橋2號（到達豐橋站的時間為早上7時47分），然後列車會在豐橋站行走於早上8時10分出發的伊那路1號（到達飯田站的時間為早上10時38分）。

### 舊使用車輛
由JR東海靜岡車輛區所屬的373系電動列車9卡編成（3抽3卡編成連結）行走。在1996年（平成8年）3月「月光長良」開始運輸時開始使用。在373系車尾部分設有包廂，當乘客希望乘坐該座位時，於預約系統「MARS」會視為另一架列車。在指定票與主要車站指定票售票機畫面中會出現月光長良（コ），該列車只有「包廂席」可以被選擇。
上述提及，下行列車7至9號車廂會行走於豐橋站出發的飯田線特急「伊那路」1號，並首先於名古屋站分離車廂。因此，當下行「月光長良」大幅延誤時，該3卡編成列車會在豐橋站分離，同時安排替代列車。另外，行走「伊那路」3號的列車會在「月光長良」終點站大垣站分離。上行列車沒有車輛併結，但是上行列車到達名古屋站時，最後一節車廂靠近大垣的車門附近會放置報紙，以運送報紙前往濱松站。

## 月光長良91號、92號

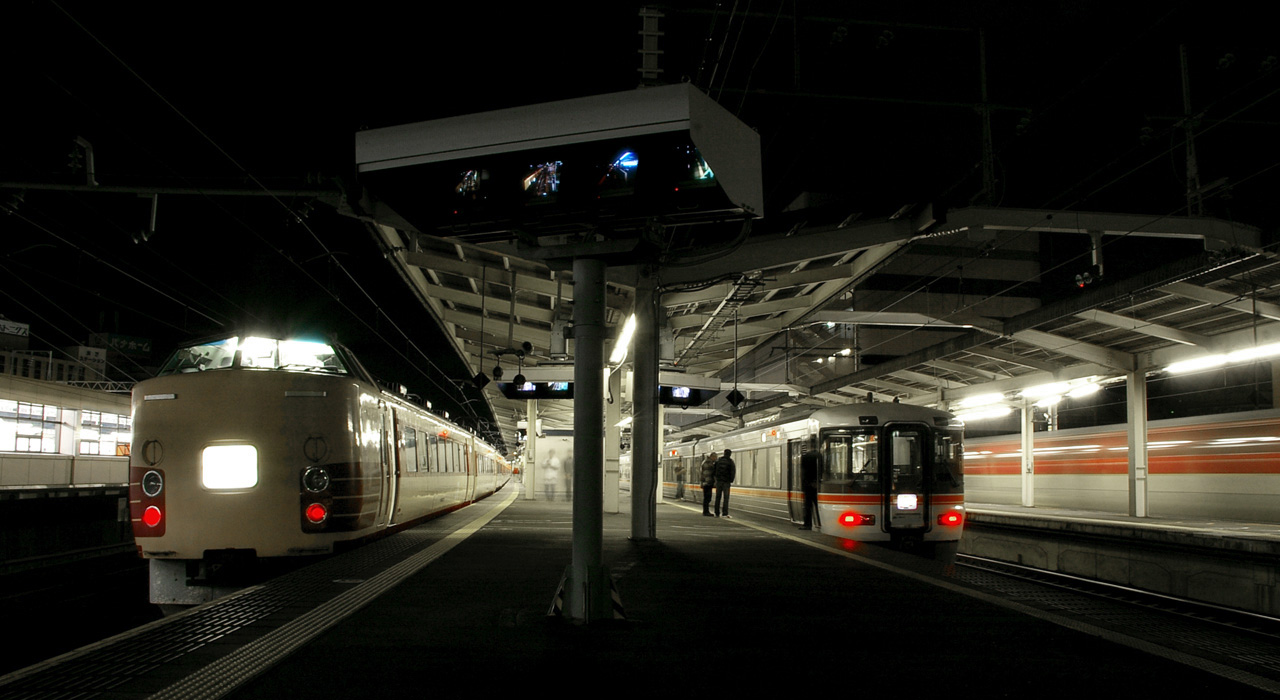
濱松站的定期「月光長良」（右邊）和臨時「月光長良」91號

「月光長良」91號、92號（通稱「臨時大垣夜行」）在2003年（平成15年）夏天起（7月19日下行班次起）開始行走。直至2008年（平成20年）至2009年（平成21年）的冬季為止。91號、92號為臨時列車，使用由JR東日本擁有的183系、189系電動列車。只於春假、黃金周、暑假和寒假等多客時期行走。91號和92號於整個區間為指定席，停車站方面，91號、92號與定期列車時代的「月光長良」相異。另外，與前身「臨時大垣夜行」比較，下行於品川站至小田原站之間的停車站數目較少，但所需時間沒有變化。
在2007年（平成19年）起，91號、92號的營運日子減少，只於春假和寒假之週末行走。在夏季盂蘭盆節期間，也只於週末和一部分平日行走。當初「月光長良」91號從品川站出發，在2007年（平成19年）3月時間表修正起，改為與定期列車一樣於東京站出發。「月光長良」91號的出發時間是定期列車出發後數分鐘，兩列車相繼行走，直至豐橋站後，91號追越定期列車，豐橋 → 大垣之間快速行走，比定期列車早1小時到達大垣。而「月光長良」92號會在大垣站先行早於定期列車出發，然後在沼津站被定期列車追越。但是上行列車於整個區間都是快速運行和相繼行走，因此兩列車在整個區間的時間差只是十數分鐘內。
曾經4號和5號車廂為吸煙車廂。在2007年（平成19年）3月21日起全面禁煙。與定期列車一樣，車長於熱海站和濱松站進行交班。
在2007年1月行走時的停車站如下：
下行（91號）
品川站 - 橫濱站 - 大船站 - 平塚站 - 小田原站 - 熱海站 - 三島站 - 沼津站 - 富士站 - 靜岡站 - 濱松站 - 豐橋站 - 名古屋站 - 尾張一宮站 - 岐阜站 - 穗積站 - 大垣站
上行（92號）
大垣站 - 穗積站 - 岐阜站 - 尾張一宮站 - 名古屋站 - 金山站 - 大府站 - 刈谷站 - 安城站 - 岡崎站 - 蒲郡站 - 豐橋站 - 濱松站 - 靜岡站 - 富士站 - 沼津站 - 熱海站 - 小田原站 - 大船站 - 橫濱站 - 品川站 - 新橋站 - 東京站
- 與定期列車相異，下行列車通過國府津站，豐橋站至大垣站之間只停靠部分車站。上行通過川崎站。

最末期（2007年3月 - 2009年1月）行走時的停車站如下：
下行（91號）
東京站 - 品川站 - 橫濱站 - 小田原站 - 熱海站 - 三島站 - 沼津站 - 富士站 - 靜岡站 - 濱松站 - 豐橋站 - 名古屋站 - 尾張一宮站 - 岐阜站 - 穗積站 - 大垣站
上行（92號）
大垣站 - 穗積站 - 岐阜站 - 尾張一宮站 - 名古屋站 - 金山站 - 大府站 - 刈谷站 - 安城站 - 岡崎站 - 蒲郡站 - 豐橋站 - 濱松站 - 靜岡站 - 沼津站 - 熱海站 - 小田原站 - 橫濱站 - 品川站 - 東京站
- 與定期列車相異，下行列車通過大船站，豐橋站至大垣站之間只停靠部分車站。上行通過大船站。
- 上下行列車另外停靠國府津站（運輸停車），車長於熱海站、豐橋站進行交班。

## 東海道本線夜行普通列車變遷
- 本文中的( ) 是指列車編號。

### 太平洋戰爭結束前
在1889年（明治22年）7月，東海道本線新橋站至神戶站之間開通。當時設有1個往返班次是夜行列車，該列車成為了東海道本線夜行列車的起源。但是，由於當時的列車沒有區分是否夜行，加上列車的速度較低，因此行走整條東海道本線時，必須渡過晚上時間。
新橋站16:45 → 名古屋站4:40/5:00 → 大阪站11:40 / 11:45 → 神戶站12:50
神戶站17:30 → 大阪站18:30/18:36 → 名古屋站1:04/1:09 → 新橋站13:40
在大正至昭和初期，東海道本線每日設有5至7個往返班次為夜行普通列車（東京站至名古屋站之間或名古屋站至大阪站之間為夜行區間）。除了行走於東京站至大阪站外，部分列車會直通至參宮線的鳥羽站、山陽本線的姬路站、岡山站或下關站。在這些設備方面，列車會連接餐車與臥鋪車。東海道本線夜行列車的黃金時代已經到來。
在1942年（昭和17年）11月，關門隧道開通，下行開設了從東京站前往長崎站、久留米站，上行開設了鹿兒島站前往東京站之間的直通列車（34列車，當時行走距離1493.1公里，所需時間41小時25分鐘，下面設有時間表）。當時提供了充足的班次來往東京和九州之間。但是，隨著太平洋戰爭的戰況惡化，運送軍用物資的貨運列車加班使旅客列車削減班次。在1944年（昭和19年）4月起不再連結臥鋪車廂（不再連結餐車的日期不詳）。
(34) 鹿兒島站21:00 → 博多站7:04/7:30 → 廣島站15:37/15:42 → 大阪站0:11/0:20 → 名古屋站5:33/5:41 → 東京站14:25
在戰爭結束後，東海道本線上只有下行6班，上行7班夜行列車。但是，這些班次只是特急、急行列車削減後的替代班次（在當時，所有特急列車廢除，而急行列車方面包括其他線區，只有行走於東京站至下關站之間，並只有1往返班次。）。這是由於在空襲後，路線和車輛受損而無法正常行走。

### 戰後
在戰後混亂期比戰爭結束時更加艱難。特別是在1945年（昭和20年）秋天至1948年（昭和23年）之間，由於戰爭，使車輛和設備荒廢了，車輛和乘務員的不足，駐日盟軍總司令 (GHQ) 接取了部分車輛（參見同盟軍專用列車）。由於徵兵導致勞動力短缺，列車缺乏足夠燃料，使列車班次減少了。在時間表上許多已編排的列車無法行走。
在1947年（昭和22年）初的冬天，由於煤炭不足使列車大幅削減。所有急行列車廢除，只剩下普通列車班次。東海道本線夜行列車中，只有1個往返班次，來往東京站至門司站之間。另外設有1班下行臨時列車，從東京站行走至沼津站（由於時間表的問題，該列車不能完全定義為夜行列車），1班上行列車從名古屋站前往東京站。
同年6月，運送復員兵與遣返者的客運列車（列車編號為8000番台。一般情況下為旅客列車，當復員、引揚客乘坐時，一般旅客限制乘坐。）登場。由於乘坐列車人數十分多，在出發車站於列車出發前已經有許多乘客在車站排隊。但是，由車票數量有限，因此能夠乘車比起能夠找到座位更為緊要。
(8016) 大阪22:58 → 名古屋4:00/4:10 → 東京13:04
隨著日本回復平靜，鐵路運輸能力回復。開始增加急行和準急列車，但是長距離普通列車卻沒有加班。當中在1956年（昭和31年）11月，東海道本線全線電氣化完成，於當時的時間表修正中，增加了共有下行4班、上行3班的夜行普通列車（行走於東京站至門司站/大阪站之間），迎接了最頂盛時期。
但是降來由於特急和急行列車繼續增加班次，因此普通列車繼續削減。在1961年（昭和36年）10月實施大規模時間表修正（通稱：3・6・10」），特急和急行列車繼續加班，普通列車只剩下2往返班次（東京站 - 姬路站、大阪站之間）。
在1967年（昭和42年）10月，普通列車只剩下1個往返班次，行走於東京站至大阪站之間（下行東京站至名古屋站之間，上行大阪站至名古屋站之間夜間行走），另外1班上行列車，從豐橋站前往東京站。在東海道新幹線啟用後，普通列車班次的乘客也較多，特別是在繁忙時期，經常要排幾個小時才能坐下。此外，當日多數乘客都是持有半價車票的生活窮困者。
下行
(143) 東京23:30 → 豐橋4:58/5:04 → 名古屋6:33/6:42 → 大垣7:35/7:36 → 大阪10:58
上行
(144) 大阪23:50 → 大垣3:27/3:27 → 名古屋4:28/4:47 → 豐橋6:35/6:41 → 東京13:45
(350M) 豐橋22:01 → 東京4:40

### 大垣夜行時代

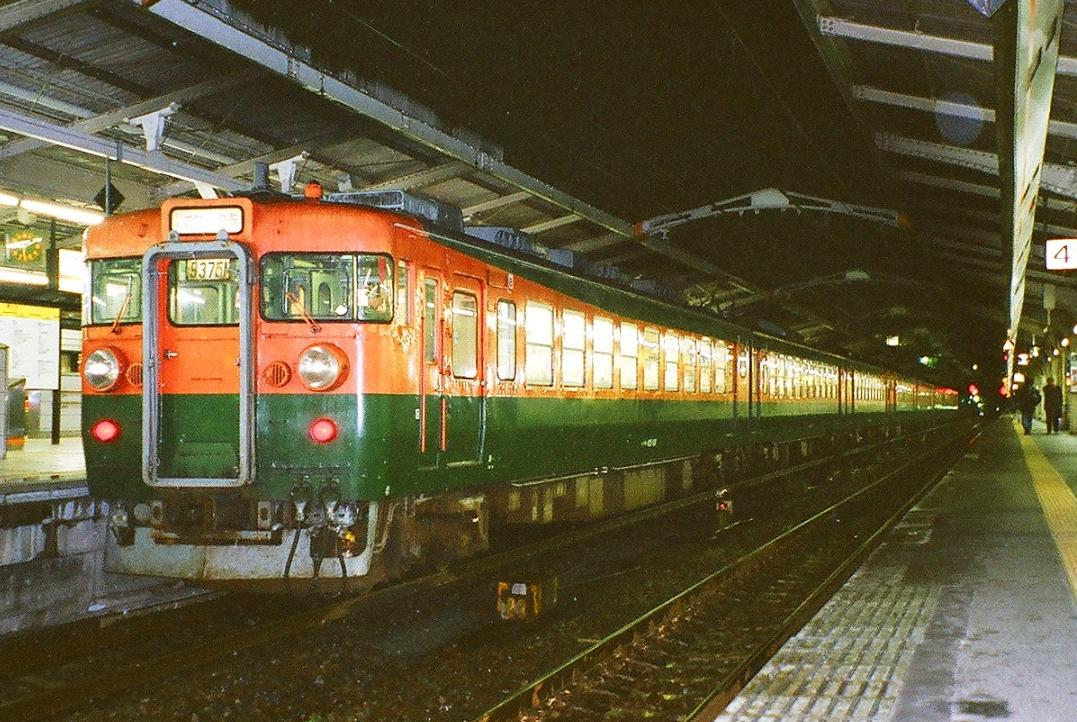
臨時大垣夜行9375M
日本國鐵165系電動列車
2000年12月 名古屋站

後來，日本國有鐵道（國鐵）總部收到許多反對書，表示反對取消上述班次。後來，當時國鐵總裁石田禮助決定，把該班次改為使用急行形電動列車，行走區間縮短至東京站至大垣站之間，後來該列車被名為「大垣夜行」。

上述的夜行普通列車是東海道本線普通列車中，唯一使用客車行走的列車。後來由於合理化，於1968年（昭和43年）10月時間表修正（「4・3・10」）決定廢除該列車。但是，當於新聞發布有關新時間表後，日本國有鐵道（國鐵）總部收到許多反對書。當時的國鐵總裁石田禮助決定把「該夜行列車繼續保存」，而該列車同時兼具運送行李和郵件的作用。把原本行走的臨時急行列車「長良3號」（東京站於23:46出發，大垣站於7:16到達）變成普通列車，使用急行形電動列車行走。由於當時東名高速道路還未完全開通，東京至名古屋和京阪神之間未有高速巴士服務，低成本航空公司還未存在，該普通列車成為了沒有臥鋪車的平價旅行方法。
在使用電動列車之際，運行區間縮短至大垣站，一般會稱為大垣夜行。實際上，下行列車會在大垣繼續直通至東海道線支線的美濃赤坂站，在1969年（昭和44年）10月1日，該列車改以大垣為終點站。
以大垣站為起終點站是由於車站鄰接車廠「大垣電車區」（現時名為大垣車輛區），以方便調度列車行走該班次。另外，上行班次是來自原本行走於豐橋站至東京站之間的班次，延長至從大垣出發。
下行
(143M) 東京23:30 → 豐橋4:40/4:46 → 名古屋6:22/6:29 → 大垣6:59/7:05（美濃赤坂到達時間7:27）
上行
(144M) 大垣20:32 → 名古屋21:16/21:18 → 豐橋22:37/22:38 → 東京4:35
特別是下行列車「前往大垣的（夜行）電動列車」會被乘客簡稱為「垣電」。在成為電動列車後，列車編號使用了客車時代的號碼，再加上代表電動列車的M字，成為143M和144M。後來跟隨東京站至名古屋站之間行走的普通列車之編號 (3xxM)。在下行列車的列車編號中，每一次白紙時間表修正後，列車編號的變化為347M → 345M → 375M。在下行列車中，當初以掛川站起各站停車。在1972年（昭和47年），各站停車改從濱松站開始。在1996年（平成8年）「月光長良」化前都是這樣。雖然名為「各站停車」，但是列車會通過於名古屋近郊新設的車站。通過車站會因為不同時期而有所改動，當初下行列車通過三河大塚站和三根站，在成為「月光長良」前，上下行列車通過三河鹽津站和尾頭橋站。此外，當初下行列車停靠金谷站（上行列車在該時段在各站停車區間中）。在1974年（昭和49年）不再定期停靠金谷站，直至1980年代後期都是臨時停靠。在登山季節，大井川鐵道會開設下行臨時列車，於深夜3時行走。
該列車的人氣較高，特別在1982年（昭和57年）開始發售青春18車票（當初名為「青春18拖拖拉拉車票」）後，在使用期間（夏、冬、春天繁忙期），此列車與繁忙時間的通勤列車一樣十分多人乘坐。特別是在上午和下午繁忙時間，下行東京站至小田原站之間，岡崎站至名古屋站之間十分多乘客乘坐。在青春18車票發售前，綠色車廂已經滿座。在青春18車票開始發售後，普通車廂也滿座，特別在下行首站東京站，乘客在列車出發前數小時已經排隊候車。在非青春18車票發售時期，主要在週末，主要乘客都是購買東京迷你周遊券或京阪神迷你周遊券。此列車也可讓乘客使用平宜費用乘坐綠色車廂。後來由於泡沫經濟，使首都圈的地價高企，前往東京的通勤圈延伸至靜岡縣中部。在1980年代後期，出現了許多乘客當錯過新幹線尾班車後，便只好乘坐此列車歸家。此外，當乘坐此列車歸家時有機會因睡過頭，使乘客被帶到名古屋或岐阜。這個情況被稱為「日本睡過頭的記錄」。
直至1990年代初，深夜的靜岡站還有人在月台上售賣車站便當，由於列車在該站停靠較長時間，因此乘客可於該站購買便當。在末期只剩下1款便當（幕之內便當）售賣。這些便當時日間賣剩的，而不是為了該列車而製作。在西村京太郎的小說和金原峰雄的均出現了大垣夜行。車輛方面，在1982年（昭和57年）至翌年之間，列車由153 / 155 / 163（只有SeRo車廂）/ 165系（只有KuHa車廂）轉變為165系。
在1986年（昭和61年）11月1日國鐵最後時間表修正中，把幾乎所有行李列車廢除，使上行列車的快速運行區間擴大和提速。因此，於名古屋站的出發時間延遲約一小時，比起新幹線前往東京站的「光」尾班車還要遲，列車的需要有所擴大。在修正前，大垣站至靜岡站之間各站停車，然後下一站是清水站（深夜1時10分）。在修正後，各站停車區間縮短至豐橋站。在修正後，列車不再連接行李電動列車KuMoNi83形，列車編成變為9卡普通車廂加2卡綠色車廂。
修正前
(340M) 大垣21:01 → 名古屋21:42/21:44 → 東京4:39
（光170號）名古屋21:41 → 東京23:46
修正後
(340M) 大垣22:15 → 名古屋22:57/22:59 → 東京4:42
（光288號）名古屋22:02 → 東京23:52
在JR成立後，1990年（平成2年）8月盂蘭盆節中6日期間，定期列車延長至米原站。在1993年（平成5年）起，東京站由於進行東北新幹線月台增建工程，因此東海道本線月台需要使用臨時月台。當時在繁忙時期為了避免發生危險，下行列車的東京站至品川站之間暫停服務，改從品川站出發。這個措置直至1996年（平成8年）3月成為「月光長良」化繼續實施。
「月光長良」化前的停車站：
停車站（下行）
東京站 - （在列車線中各站停車） - 小田原站 - 熱海站 - 三島站 - 沼津站 - 富士站 - 靜岡站 - 濱松站 - （除了三河鹽津站、尾頭橋站外各站停車） - 大垣站
停車站（上行）
大垣站 - （除了尾頭橋站、三河鹽津站外各站停車） - 豐橋站 - 濱松站 - 靜岡站 - 富士站 - 沼津站 - 熱海站 - 小田原站 - 大船站 - 橫濱站 - 川崎站 - 品川站 - 新橋站 - 東京站
- 下行列車在繁忙時期改從品川站出發。

### 臨時大垣夜行
在1987年（昭和62年）3月尾，分割民營化前發售了謝恩自由車票，為了使用當天突如其來的乘客群，因此安排了神領電車區的165系8卡編成臨時列車。上述臨時列車成為了「臨時大垣夜行」（→「月光長良91、92號」）的起源（有數個說法，但是詳情不詳）。該列車後來於多客時期才開辨，行走於品川站（或東京站）至名古屋站之間。在1989年（平成元年）12月起開始於時間表上記載。多數列車於大垣站到發。乘客多數稱呼這些班次為「臨時大垣夜行」、「大垣夜行救濟臨」或「垣臨」。當時的「臨時大垣夜行」使用113系近郊形車輛行走。當班次使用JR東日本車輛行走時，會連結綠色車廂，與該列車行走於東海道線（JR東日本管轄範圍內）的班次一樣。另外當時於時間表記載的臨時列車中，為了對應名古屋近郊早上多客時段，班次只會行走於豐橋站/蒲郡站/岡崎站至名古屋站之間。
在時間表記載這些班次前後，臨時大垣夜行也開始改用急行形車輛行走。在1992年（平成4年）前，「臨時大垣夜行」和「大垣夜行」的停車站相同，當時下行臨時列車於豐橋站至大垣站之間快速運輸（停車站與現時快速列車相同。但是停靠三河三谷站和稻澤站。通過西岐阜站）。在1993年（平成5年）起，與定期列車同樣，下行列車改從品川站出發，在濱松站至豐橋站之間不停靠任何車站。直至2007年，「月光長良91號」一直從品川站出發。
在1996年（平成8年）3月，隨著定期列車名為「月光長良」後，由於車輛由急行形11卡編成變為特急形9卡編成，座位數有所減少。因此在盂蘭盆節、年尾年初等特別多人乘車的時期開設了臨時列車，在青春18車票使用期間多為學校長假期，在這期間也開設臨時班次（在非青春18車票使用期間，例如黃金周期間也有班次）。在上行列車方面，「月光長良」於大垣站至豐橋站之間也是快速運輸。
在2001年（平成13年）春天，於大阪市此花區開設了大型休閑設施「日本環球影城」。為了方便乘客前往，下行列車豐橋站→名古屋站之間不停站，因此到達大垣的時間早1小時，這樣可方便乘客轉乘列車前往大垣站以西方向。當年夏天，隨著JR東海擁有的165系全部退役，部分臨時大垣夜行改用近郊形的JR東海113系10卡編成。後來臨時大垣夜行班次原則上使用JR東海的車輛，但是也會安排JR東日本急行形電動列車行走班次。臨時大垣夜行曾經使用的車輛包括165系電動列車/167系電動列車/169系電動列車湘南色、165系電動列車蒙特雷色、165系電動列車/169系電動列三鷹色、167系電動列車阿科莫色、童話色、113系電動列車6至11卡編成。不同的急行形車輛會混合連結。
在2003年（平成15年），曾經使用165/167系（來自田町電車區）全部被退役後，便使用了113系行走，偶然使用來自JR東日本新前橋電車區的165系。當時為165系最後一次在全車自由席下行走沒有愛稱的列車。另外，新前橋區的165系列車原本的顏色是蒙特雷色，由於紀念退役，因此列車塗上了湘南色（復活塗裝），於同年4至5月的長假期行走。165系最後一次行走臨時大垣夜行的班次連結9卡車輛。在同年7月，臨時列車開始使用特急形車輛183、189系，並且變為「月光長良」的臨時加班列車91、92號（全車指定席）。
「臨時大垣夜行」末期停車站：
停車站（下行）
品川站 - （各站停車） - 小田原站 - 熱海站 - 三島站 - 沼津站 - 富士站 - 靜岡站 - 濱松站 - 豐橋站 - 名古屋站 - 尾張一宮站 - 岐阜站 - 穗積站 - 大垣站
停車站（上行）
大垣站 - 穗積站 - 岐阜站 - 尾張一宮站 - 名古屋站 - 金山站 - 大府站 - 刈谷站 - 安城站 - 岡崎站 - 蒲郡站 - 豐橋站 - 濱松站 - 靜岡站 -富士站 - 沼津站 - 熱海站 - 小田原站 - 大船站 - 橫濱站 - 川崎站 - 品川站 - 新橋站 - 東京站

### 月光長良
在1996年（平成8年）3月，上述提及為了解決列車內擁擠的問題，分離通勤客等短距離乘客與長距離乘客，以及為長距離乘客確保有座位乘坐。大垣夜行變成了快速「月光長良」，列車使用特急形車輛373系。下行班次中，東京站至小田原站之間快速運輸，各站停車（部分車站除外）區間從濱松站改為豐橋站。上行班次中，大垣站至豐橋站之間快速運輸。廢除長久以來都存在的綠色車廂。下行班次中，臨時列車與定期列車之間除了臨時列車從品川站出發後，均會相繼行走，並且臨時列車中途會追越定期列車，較早到達大垣站。上行班次中，臨時列車早定期列車20至30分鐘出發，但是到達東京站的時間會遲於定期列車。
在2007年（平成19年）3月18日時間表修正中，上述提及的「月光長良」之運行形態有所變更，行走時間也有所變更。列車內全面禁煙，停車站也削減。
在2009年（平成21年）3月14日時間表修正中，「月光長良」變成臨時列車，每年行走約120日。JR東日本和JR東海分別發表這個消息。在成為臨時列車後，停車站有所減少，使用車輛與91號、92號一樣都是使用183、189系。另外，臨時列車行走的日子在2012年（平成24年）起慢慢減少。在2017年（平成29年）度的運輸日為50日，令和元年度減至37日。